# Bucellarii
Bucellarii kallades under senantiken de hos privatpersoner i sold stående legoknektarna, vilka som ett slags livvakt omgav alla betydande män. 
Bucellarii-institutionen som ibland setts som en av feodalväsendets rötter och anses av många forskare vara en romersk efterbildning av den germanska hirden.